# テレビ受像機

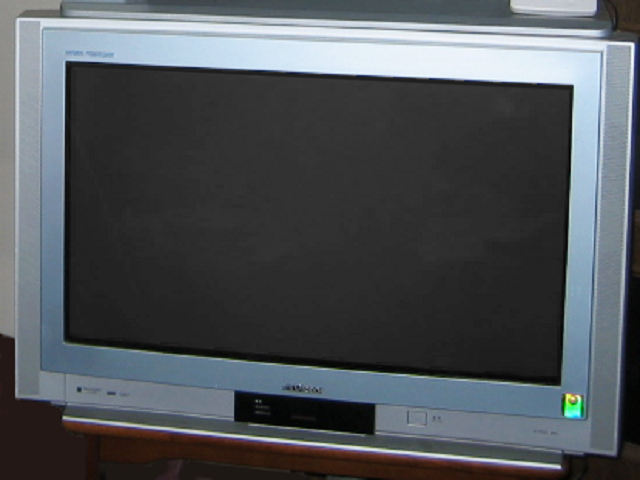
2000年、ビクター製フラットハイビジョンブラウン管ワイドテレビ

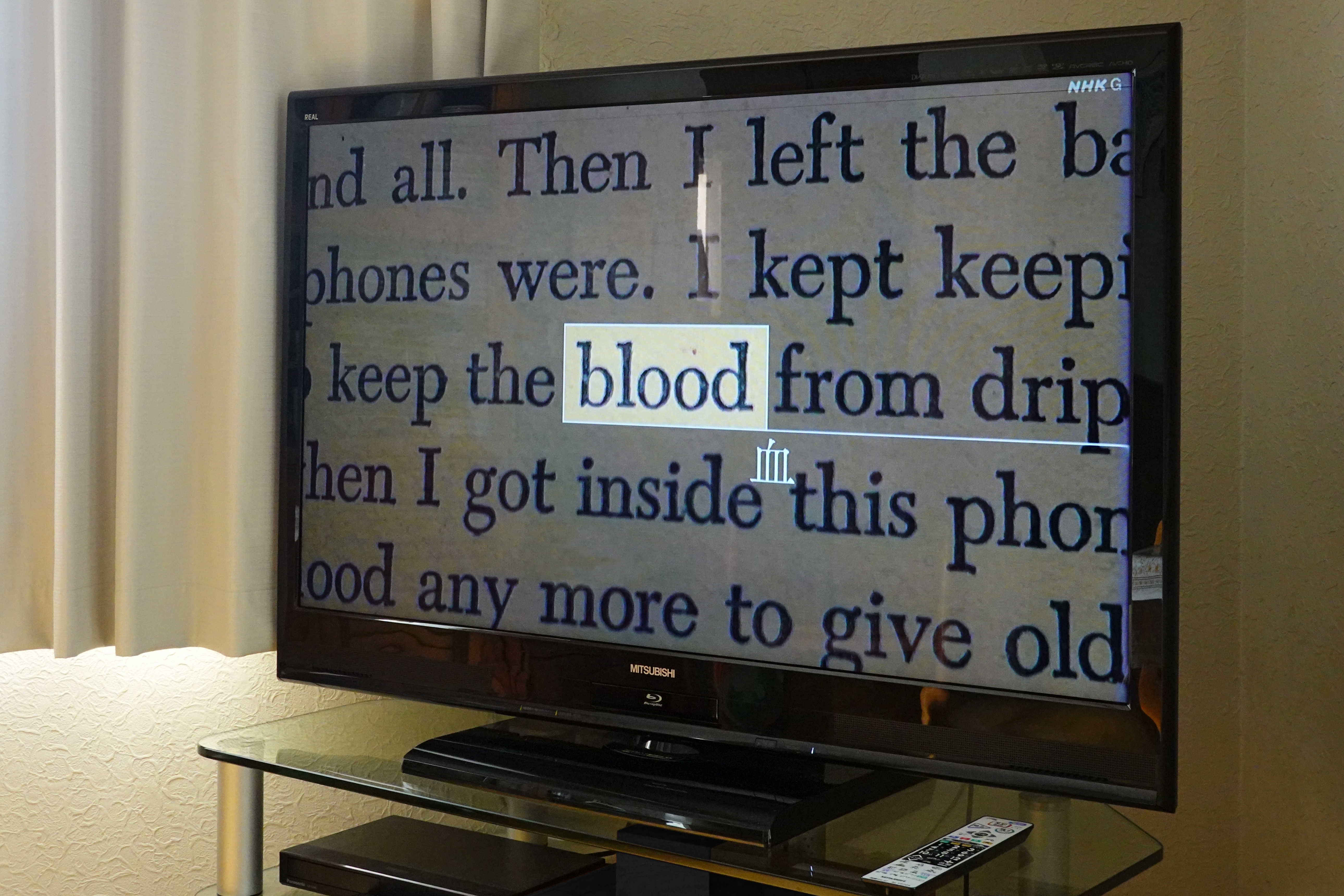
2011年、MITSUBISHI REAL

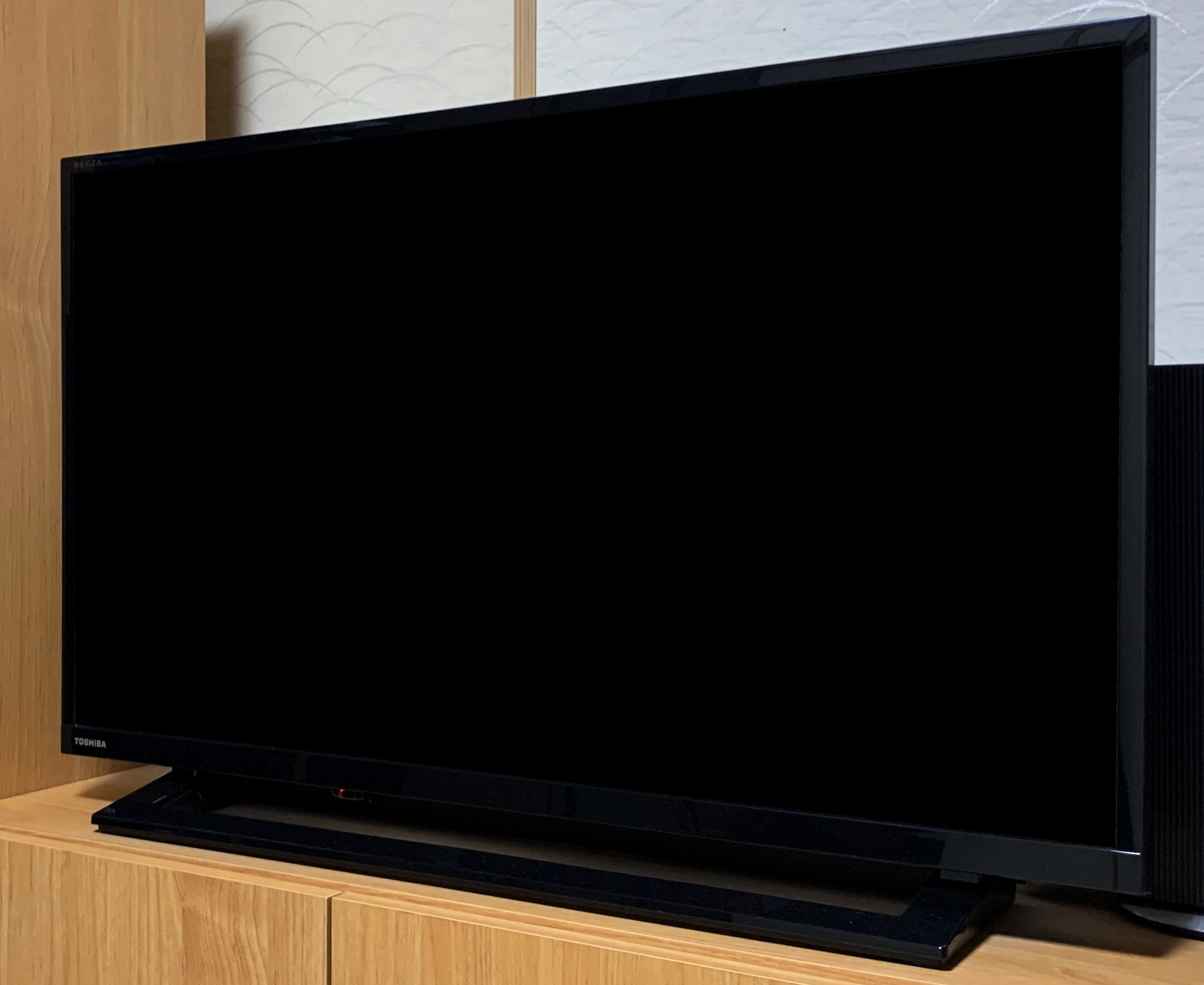
2018年、東芝レグザ

テレビ受像機（テレビじゅぞうき、英: television setあるいはTV set）とは、テレビジョンの信号を受信し、その映像を画面に表示し、音をスピーカー類から出す装置である。テレビ受信機、テレビジョン受信機（television receiver）ともいい、略称で単にテレビやTVともいう。

## 概要
テレビ受像機というのは、テレビ局の送信所から送信されたテレビジョンの映像と音響の信号をのせた電波を受信し、それを再び映像と音響に変換し、映像は画面に表示し、音はスピーカーやヘッドフォン類から出す装置である。
なお受信機（チューナー）が内蔵されているものがテレビ受像機であり、受信機が内蔵されていないものは通常モニターやディスプレイと分類し、テレビ受信機とは別分類とすることが一般的である。
世界的に見ると、受信のためにカードは必要ではない。
だが日本では2011年以降は地上デジタル・BS・CS放送を視聴するためにはB-CASカードを差し込む必要があり、あるいはACASチップ内蔵の機器を使用する。

## 種類・分類
方式としてはアナログ方式とデジタル方式があり、20世紀は前者、21世紀は後者が主流である。
解像度による分類としては「8K」「4K」「フルHD」「HD」「SD」などの種別がある。かつてはカラーテレビ / モノクロテレビ（白黒テレビ）という分類が行われたが、現在では原則カラーであり、この分類はテレビの歴史を説明する時に用いられる。
表示画面に焦点を当てた場合、液晶、有機ELなどの分類がある。2000年代にはプラズマディスプレイ、ブラウン管方式も大きな割合を占めていた。（表示画面の節で解説）
録画機能を搭載したテレビ受信機もある。録画機能を搭載したものは現在ではハードディスク（HDD）に録画するものが主流であり、HDD内蔵タイプと外付けHDD接続可能なタイプなどがある。かつてはビデオテープレコーダーに録画するテレビデオというものもあった。
このほか、以下のようなものもある。
スマートテレビ
インターネット接続ができるテレビを指すが、現在ではそれを超え、映像コンテンツを｢いつでも、どこでも、誰とでも｣視聴できるなど、新たなサービスモデルの構築を指向するものと考えられている。定義は一律に定められておらず、放送事業者、メーカー、ネット企業により差異がある。また、AndroidなどのOSを備え、ネット経由でアプリをインストールしてさまざまなサービスをテレビ画面で利用することができる。動画共有サービスのアプリを利用するのが一般的。広義ではTVチューナーごと内蔵したものだが、チューナー機能を省き、チューナーレステレビとも呼ばれるものが狭義のスマートテレビである。
ポータブルテレビ
持ち運びができる小型・軽量なテレビ。現在は地デジ放送を受信可能な画面が10型-15型程度の大きさの液晶ポータブルテレビが販売されている。その他、ごく少数だが防災用品売り場では"FM/AM 受信機兼ワンセグ受像機"も販売されている。
1970年代後半には外出先でも視聴が可能なポータブルテレビが登場し、この頃はラジカセとの一体型で、画面はブラウン管方式でモノクロ（白黒）であり、一応は持ち運べるがかなり重いものだった（1978年に東芝が発売したラジカセ付きGT-4500などがあった）。1980年代に入ると液晶を用いることで手の平サイズにまで小型化され（最初期のモニターは白黒）、1980年代半ばにはポータブルなカラー受信機が登場した。2006年にワンセグ放送が開始してワンセグ搭載の携帯電話やスマートフォンもかなり普及したが、2010年代にNHK受信料の支払い問題を機に新製品には搭載されなくなった。
現在ではチューナー部は据置で、画面だけはワイヤレス方式で家の中で持ち運べるタイプもある。ワイヤレステレビはチューナー機器とモニターが独立しており、両者の間で映像および音声信号を無線通信（無線LANなど）により伝送する。
ワイヤレステレビチューナーというチューナー部だけのものも販売されており、これはPCやタブレットやスマホがテレビ画面となる。
据え置き型ゲーム機内蔵テレビというものも存在する。シャープ製のブラウン管テレビ「ファミコンテレビC1」は任天堂のファミリーコンピュータを、「SF1」は後継機のスーパーファミコンを内蔵したテレビであった。2000年にフジテレビが88,888円の価格で、5,000台をWeb限定で販売した「CX-1」は、CPUに「CX-1エンジン」を搭載したセガのライセンスを受けたドリームキャスト互換機として扱われたブラウン管テレビであった。2010年にソニーが製造し、イギリスのみで販売したBRAVIA KDL22PX300は、PlayStation 2を内蔵した液晶テレビであった。現在ではスマートテレビでAndroidアプリのスマートテレビ対応ゲームをインストールしてプレイするという方法も可能である。

## 世界における歴史

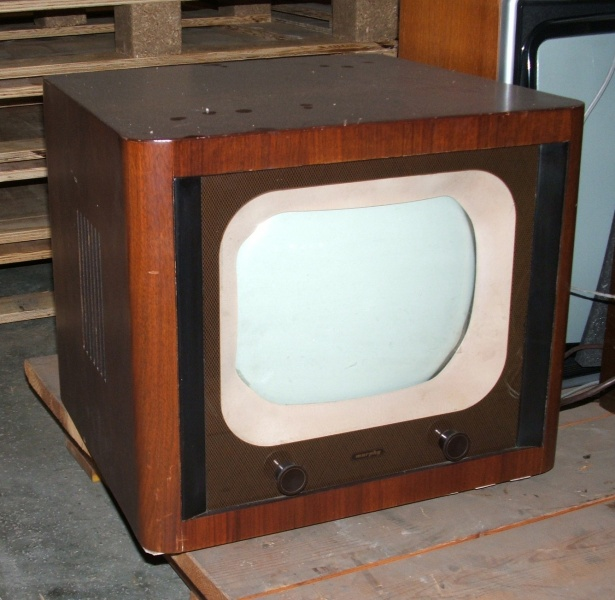
イギリスMurphy Radio社1951年製ブラウン管方式白黒テレビ

## 日本における歴史

テレビの世帯普及率の推移。

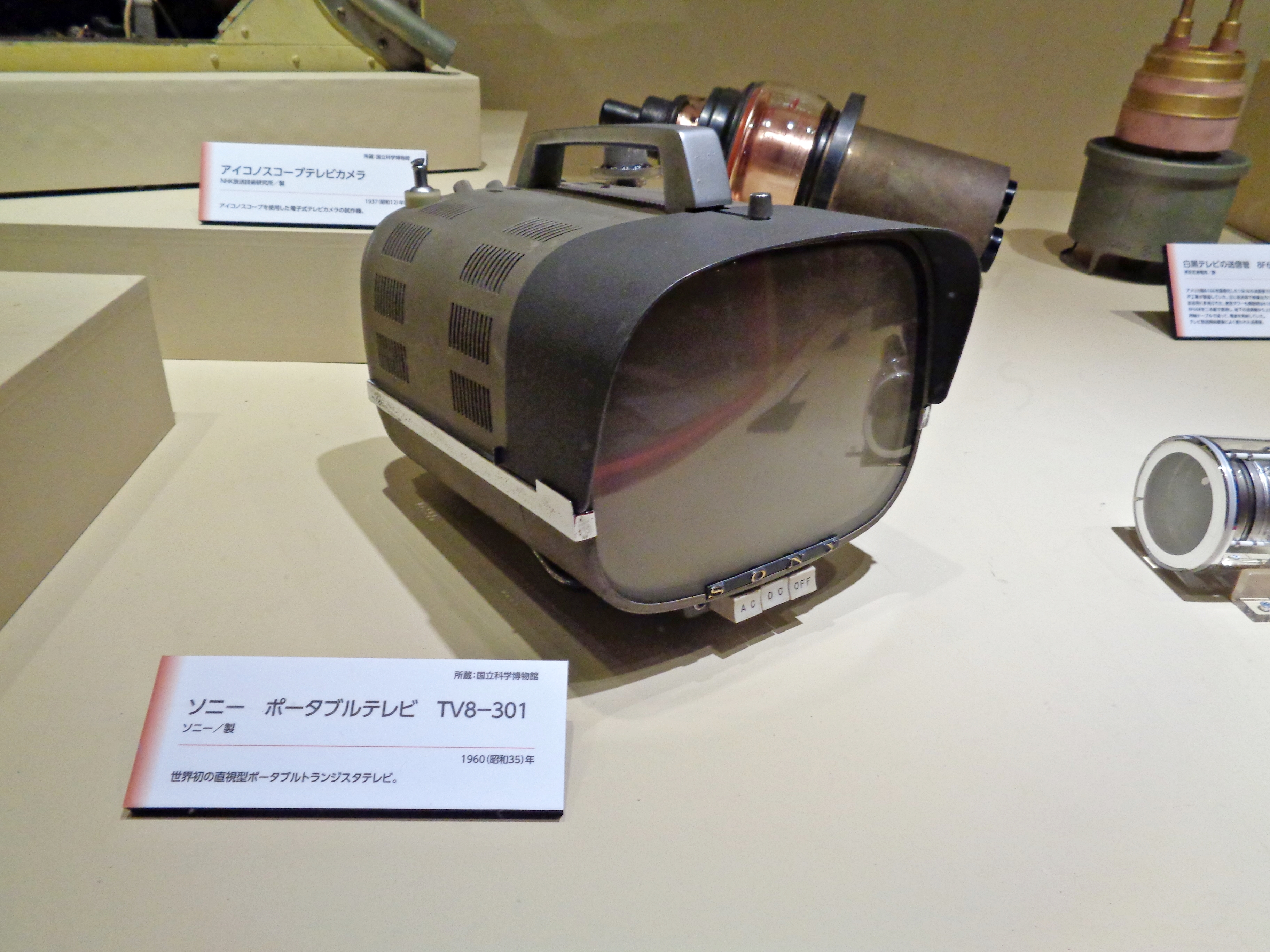
ソニートランジスタテレビ TV8-301（1960年）
世界初の直視型オールトランジスタテレビ

### アナログ時代

#### 初期
1926年（昭和元年）12月、高柳健次郎がブラウン管を応用した世界初の電子式テレビ受像器を開発、片仮名の「イ」の文字を表示させることに成功した。そのブラウン管の走査線数は40本だった。この時のカメラは機械式のニポー円盤。
その後、1940年（昭和15年）に開催が予定されていた東京オリンピックのテレビ中継のために研究・実験が進められていたが、日中戦争によりオリンピック開催が返上され、その後も太平洋戦争が激化することに伴い、研究が一旦中断される。

#### 白黒テレビ
終戦後、GHQにより、テレビ研究の禁止令が出されていたが、1946年（昭和21年）から再開され、1953年（昭和28年）1月にシャープから国産第1号の白黒テレビが発売される（サイズは14インチ、価格は175,000円）。 同年2月に日本放送協会（NHK）がテレビ本放送を開始。その当時は受像機が極めて高価であったことから、一般家庭における購入者は富裕層がほとんどであったため、同年8月に開局した日本初の民放テレビ局である日本テレビ放送網（日本テレビ）が広告料収入と受像機の普及促進を兼ねる形で街頭テレビを設置し、当時の看板番組で、力道山戦などのプロレス中継、巨人戦が主のプロ野球中継、大相撲中継などのスポーツ中継の時間には街頭テレビに人が集まるほどの人気と広告収入が一番大きかったため、後に開局した大阪テレビ放送（OTV・現：朝日放送テレビ）と中部日本放送のテレビ部門（現：CBCテレビ）にも波及した。そのため、客寄せの一環で喫茶店や銭湯などにも家庭用テレビが業務用途に設置する動きも診られるようになった。家電屋の店頭に設置したテレビも事実上の街頭テレビと看做されている。後に一般家庭にも1959年（昭和34年）の皇太子明仁親王の成婚パレードを境に普及が進んだ。1950年代後半から1960年代初頭までには、白黒テレビは電気洗濯機や電気冷蔵庫などとともに「三種の神器」の一つに数えられるようになった。

#### カラーテレビ
1960年（昭和35年）7月、東芝から国産初のカラーテレビが発売される（サイズは21インチ、価格は52万円）。カラーテレビは1964年（昭和39年）の東京オリンピックを契機に、各メーカーが宣伝に力を入れはじめ、1960年代後半には、カラー放送が大幅に増えたことによって普及が進んだ。カラーテレビはクーラーや自動車などとともに「新・三種の神器」（3C）の一つに数えられるようになった。1973年（昭和48年）には、カラーテレビの普及率が白黒テレビを上回っている。
放送時術の進化に合わせて、1978年（昭和53年）頃からは音声多重放送対応テレビ、1990年代になるとハイビジョン放送対応テレビが登場した。
輸出も盛んに行われ、世界各地に日本メーカーのテレビが鎮座していたが、1985年（昭和60年）のプラザ合意以降は輸出が減っていった。

### デジタル移行期

#### 薄型テレビ
2000年代になると、約半世紀に渡って大多数を占めたブラウン管テレビに代わって、液晶ディスプレイやプラズマディスプレイを使用した薄型テレビが台頭した。電子機器メーカーの業界団体、電子情報技術産業協会（JEITA）によると、2003年に液晶・プラズマといった薄型の出荷額がブラウン管を初めて上回った。これは既に国内メーカーはブラウン管テレビの国内生産を打ち切っており、将来的にその生産自体を取り止める方針である事（後述）や、小型軽量かつ省エネ・省スペースである点が消費者に受け入れられている事などが挙げられる。
ブラウン管式のテレビ受像機は、2001年以降、冷蔵庫や洗濯機、エアコンとともに家電リサイクル法の対象商品とされ、廃棄する際に粗大ゴミとして出せなくなり、メーカーごとの窓口への有料（6000〜10000円程度かかる）引き取り手続きなどが義務付けられている。なお、2009年4月より、液晶やプラズマなどの薄型テレビ受像機も、家電リサイクル法の対象に追加された。ただし、廃棄にかかる時間や手間、費用がかかるためなのか、日本各地の森林や山奥に不法投棄されるなどし、大きな問題となった。業界団体によれば、アナログ放送停波に伴い、6400万台のアナログ式受像機が廃棄されると予測されていた。
2015年、ブラウン管式のテレビ受像機の製造を日本国内のメーカーとして最後まで続けてきたシャープが、フィリピンで行なってきた製造から撤退。なお、2014年12月時点でブラウン管式のテレビ受像機の製造を行なっていたインドのビデオコンやOnidaも、2015年中をめどに撤退することが報じられた。

#### 地デジ化
1990年代後半に地上デジタル放送（地デジ）への移行が決定され、新製品は地デジに対応したチューナーを搭載するようになっていった。2000年代後半にはアナログチューナーのみのモデルはほとんどの会社で生産中止となりオリオンが2009年を最後にアナログチューナーのみのモデル及びブラウン管式テレビの生産を中止し2010年以降は全て地上デジタルチューナーを搭載した薄型テレビのみとなった。
ただしデジタル放送化決定後もホームセンターやディスカウントストア、大型スーパーでは、低価格を売りにしたアナログ放送しか受信できない受像機（ブラウン管式や海外メーカーの低価格液晶テレビも含む）が依然として販売されていた。地上デジタル放送には対応するが、BSデジタル放送や110度CSデジタル放送に対応しないものもあった。アナログ放送終了後はデジタルチューナー（同機能搭載ビデオ機器類含む）と接続しないとテレビ受信ができなくなるため、展示している商品にデジタル放送への対応・非対応を表示するシールを貼る事が義務付けられた（2006年6月以降は、工場出荷の時点でアナログ放送終了告知シール貼付を義務化）。2000年代前半から2000年代半ばにかけては地上デジタルチューナー、BSデジタルチューナー内蔵型のブラウン管式テレビが一時的に発売されていた。また反対にSHARPのAQUOSを中心に地上アナログチューナーのみ搭載の液晶テレビなども生産されていた。
そして東日本大震災によって被災した東北3県を除いて、2011年7月24日地上デジタル放送に完全移行した。

### デジタル時代

#### 海外メーカーの台頭
かねてから低価格帯のテレビ受信機を大規模生産販売していた韓国や台湾などの海外メーカーは、海外メーカーのサポート等での不安感や、日本国内のデジタル放送に対応できる機種の開発能力が弱かったことなどから、日本の市場はパナソニック・シャープ・ソニー・東芝など、ほぼ日本のメーカーによって占められ、各社は地デジ化に向けて大規模投資を繰り替えした。しかし2010年代には海外メーカーとの競争で、日本メーカーが世界市場で不利な状況となり、不採算事業の清算としてテレビ事業から撤退、または他社へ売却などをするケースが激増。大規模投資が祟った結果となった。2010年代にはさらに中国メーカーも加わり、日本の国産液晶産業は急速に衰退した。

#### 新技術
2010年代に入り、主要メーカーから、3次元ディスプレイ技術を応用した3Dテレビが発売された。しかしコンテンツ不足に加え、3D映像を視聴するためには、専用眼鏡が必要などの理由であまり普及しなかった。若干画面が湾曲したテレビも一時流行したが同様にあまり普及しなかった。
2014年頃からは、4K 8Kテレビ放送などの技術の進歩により、テレビの更なる高画質、高音質化が進んだ。また、メーカーはこの頃から初期の薄型テレビの置き換えに伴う需要を見込んでいるとされ、インターネットに接続可能であるのはもちろん、テレビでYouTubeなどのデジタルメディアを閲覧したりすることができるなど、インターネットとつながることができるテレビが普及している。
2018年はHDR元年と言われ、より映像美を追求したハイエンドテレビが台頭した。

#### テレビ普及率の減少
日本国内の全世帯のうちカラーテレビを保有する世帯の率（世帯普及率）は1982年の調査以来、98%を下回ったことがなく、2006年3月末現在の世帯普及率は99.4%となっていた。しかし、テレビ離れとブラウン管テレビが統計から排除されたことにより2014年以降落ち込みをみせた。
またインターネットテレビしか見ない視聴者のためにチューナーレステレビも登場している。

## 表示画面
液晶テレビ
登場したてのころの液晶テレビの画面サイズは携帯電話用の2インチ程度から13インチ程度で、生産時の液晶歩留まりが低く不良ピクセル（ドット）が混じりがちで低コスト化や大型化は困難といわれたが、生産技術の改良で2002年頃から30インチ前後の大型サイズの商品も登場し、2005年8月にはシャープが65インチ液晶テレビを発売した。液晶は基本的に消費電力が少ないという利点があり、さらに2010年代にバックライトを蛍光管の代わりに省電力のLEDにした機種が広まったことで、さらなる省電力化に成功した。

有機EL
「EL」は「Electro Luminescence（エレクトロルミネッセンス）」の略。「EL」とは、電気的な刺激によって光が出る冷光現象の総称で、白熱電球のように、熱の副産物として得る光と区別される。
「EL」には、硫化亜鉛などの無機物を使う「無機ELディスプレイ」と、ジアミン類などの有機物を使う「有機ELディスプレイ」の2種類があるが、従来からある無機ELはカラー表示が難しいなどの問題があり、用途は限られていた。実用化された例としては、時計のバックライトや、医療機器の表示ディスプレイ、24時間使用し続けるコンビニエンスストアのレジのディスプレイ、スペースシャトルに搭載されたコンピュータなどがある。有機ELは無機ELに比べて「テレビに適したフルカラー表示が可能」「低い電圧で発光し、明るい」「薄く作れて、画面を巻き取るような用途にも利用できる」といった特長を備える。有機ELは電極の間に有機EL素材を挟むだけなので、液晶やプラズマに比べて構造が非常に単純である。そのため、液晶でもなく、プラズマでもない、新しい映像表示方式を採用した次世代のテレビとして注目された。
PDAクリエで有機ELを使用した経験があるソニーは、2007年10月1日世界初の有機ELテレビ「XEL-1」（パネルの最薄部は約3mmで世界最薄）を12月（実際は商品を入荷した一部の家電量販店が11月22日に前倒しで販売、一般向けの販売は12月1日）に発売した。
有機ELテレビは、次世代のテレビとして期待が大きいが、2010年代では素材の寿命や価格が問題とされている。
プラズマディスプレイ
1997年頃から2014年頃まで販売されていた。画面の大型化がしやすく（103インチ程度まで商品化されている）、かつ薄型にできるが、小型化が難しい（最小でも32V型程度）ためパーソナルTVには向きにくいとされた。従来の欠点を克服した液晶ディスプレイが登場してからは、そちらに市場シェアを奪われ衰退。最後まで家庭用プラズマテレビを販売していたパナソニックも撤退した。
プラズマアドレス液晶
開発中止。
SEディスプレイ（SED）
SEDは「Surface-conduction Electron-emitter Display」の略。東芝とキヤノンが共同で開発した、新しい薄型大画面ディスプレーの呼称。技術的には、「FED」（Field Emission Display、電界放出ディスプレー）の一種で、ブラウン管テレビと同様、映像を構成する発光体に電子を衝突させるという発光原理を用い、液晶テレビやプラズマテレビを上回る高画質、低消費電力を実現。「液晶テレビやプラズマテレビを遙かに上回る高画質」と前評判が高く、2005年10月4日〜10月8日に幕張メッセで開催された、アジア最大級のエレクトロニクス・情報技術展「CEATEC JAPAN 2005」での展示でも、一目でも早く見たいというAVファンが東芝とキヤノンのブースに終日列を作るなど、注目の的となった。
2004年10月に東芝とキヤノンが合弁で、「SED」パネルの開発・製造を行う「株式会社SED」を設立。2005年8月よりパネル量産を開始し、2007年から本格量産に移行する計画であったが、特許問題をめぐる訴訟から量産開始が遅れ、東芝のSED撤退や、液晶テレビの低価格化・高性能化もあり、2010年5月に開発中止が発表された。株式会社SEDも同年9月末で会社清算となる。
プロジェクタ
ブラウン管、液晶パネルなどの表示素子の映像をスクリーンに投影して見る方式。視聴者からみてスクリーンの裏側から投影する、リアプロジェクション方式のテレビやモニターが商品化されているが、筐体が大型になるので、日本の一般家庭への普及はあまり進んでいない。なお映画館の様に、視聴者側から投影する方式をフロントプロジェクション方式というが、こちらはモニターとして製品化されるのが一般的である。
リアプロジェクションテレビ

LED
大画面モニターとして実用化されて屋外広告などで使用されているが、画素ピッチを小さくするのは難しく主に液晶テレビのバックライトとして用いられている。製品化が遅れていたが2012年1月にはSONYがCrystal LED Displayとして発表した。
ブラウン管
テレビ放送黎明期から2005年ころまで使われたもの。「ブラウン管」という言葉が、「テレビ（受像機）」の代名詞として使われた。製造コストが安く、家庭用・業務用ともに生産され、車載用5インチ型程度の小型から、一般用29インチ型程度まであった。欠点は、テレビが大きな箱のような形状になり、かさばり部屋のスペースを奪いかなり邪魔で、重量は重く、持ち運びに不便で、画面の大型化が困難（最大で36インチ程度）ということであった。登場したばかりの液晶ディスプレイは性能が低く、残像や視野角の狭さなどが目立ったので、その時期では画質面ではブラウン管テレビに一定の優位性があったが、液晶ディスプレイの側の技術が進み、ブラウン管の優位性は消えた。
もともとブラウン管の画面は、あきらかに手前に盛り上がった曲面であったが、1990年代後半よりブラウン管の画面を平面に近づけたタイプ（通称：フラットテレビ）が登場した。
日本では2001年より家電リサイクル法の対象となったこともあり、特に海外メーカー製および国内メーカーの海外工場製の低価格機種では廃棄コストの比率が相対的に高まって低価格のメリットが薄れ、液晶の薄型テレビの低価格化も進み、ブラウン管テレビは市場から消え、2011年にアナログ放送が終了してからはほとんど使われなくなった。

表示方式別のシェア
2005年の世界市場ではブラウン管テレビが2兆8426億9400万円とされるのに対し、液晶テレビが2兆371億1700万円（ブラウン管テレビ1億2700万台、液晶テレビ2000万台、プラズマテレビ580万台、リアプロジェクションテレビ463万台）と差が縮まり、既に液晶テレビがテレビを販売するメーカーの主力製品として販売されていた。また、販売台数も2008年にはブラウン管テレビと液晶テレビ等の薄型テレビ合計台数は逆転すると予想されていた。
2000年代以降、日本市場ではブラウン管テレビは急速にシェアを落とし、中古のみとなっている。

## 画面サイズ
通常、ブラウン管の場合は管の対角寸法を、薄型テレビの場合は有効可視領域の対角寸法によって表される。単位は実質上インチ（1インチ=2.54cm）である。計量法上日本ではインチの使用が公的には認められないので、メーカーはインチの文字を避けて20「型」などと表示するが、20型とはこの場合20インチという意味である。同じ数字ならばブラウン管より薄型テレビの方が可視領域は広くなる。また、薄型テレビの場合は数字の後ろに「V（ビジュアルサイズ）」が付き（「26V」「32V」「37V」など）、ブラウン管テレビでは+2インチに相当する大きさとなる。
なお、対角寸法（インチ）から縦横寸法（cm）を導く方法は以下の通りである。
画面横縦比 4:3の受像機
タテ：インチ数×0.6×2.54≒インチ数×1.52
ヨコ：インチ数×0.8×2.54≒インチ数×2
画面横縦比 16:9の受像機
タテ：インチ数×0.49×2.54≒インチ数×1.24
ヨコ：インチ数×0.87×2.54≒インチ数×2.2
例：30インチワイドテレビのタテ寸法は、30×0.49×2.54=約37.3cmである。

## 端子類
現在、ほとんどのテレビは背面や表面に端子類を備え、様々な機器（HDDレコーダー、BDレコーダー、ゲーム機など）を接続可能である。
地デジ化以降一般的な入出力端子は以下である。
- HDMI端子
- F型（アンテナ）端子（地デジ、BS・110°CS）（現在、同軸75ΩF型端子は、地デジ用とBS用の端子があるものが多い）
- イヤホン（ヘッドホン）用のステレオミニ端子
- LAN端子（インターネット接続用）
- USB端子（外付けHDDを増設して番組録画ができる機種等）

旧来の端子には以下のようなものがあった。レガシーデバイス用に残っていることもある。
- コンポジット（RCA）端子
- コンポーネント端子、D端子
- S端子、コンポーネント端子
- ステレオまたはモノラルの音声端子（通常、映像端子と1対）
- RGB21ピン
- i.LINK端子
- Irシステム端子（名称は機種・メーカーによって様々）
- 電話回線端子（ダイヤルアップ接続用）

### テレビの端子の歴史
地上波用のアンテナ端子は、1990年代まではVHF・UHF分離型（端子が別々）の物が多かった。さらに1980年代までのテレビはVHF端子が同軸75ΩF型でUHFはフィーダー直付け（300Ω）であり、1970年代以前のテレビではVHF端子も同軸・フィーダー直付けタイプであった。また地デジへの移行期にはTV&BDレコーダーのアンテナ入力端子はメーカーによりアナデジ（※110°CS/BS端子を含むと3端子があった）別々端子と、アナデジ（※110°CS/BS端子を含むと2端子になった）混合端子の二通りあった。
ビデオ機器の外部記録媒体の主流がDVDであった時代には、パーソナルコンピュータ向けのビデオカード（グラフィックスカード）と接続するためのDVI端子を搭載していた。デジタル周辺機器の接続を考慮したi.LINK端子を持つ機種もあった。Blu-ray Discの時代になると、外部映像入力インターフェイスは映像と音声を1本の接続ケーブルで伝送できるHDMI端子が主流となっている。
かつてイヤホン端子は、モノラルのミニ端子であった時代があった。
1980年代後半頃には、まるでミニコンポのように本体部分とスピーカー部分を分離した機種が一部で販売され、それには外部スピーカー用の端子があった。

## リモコン

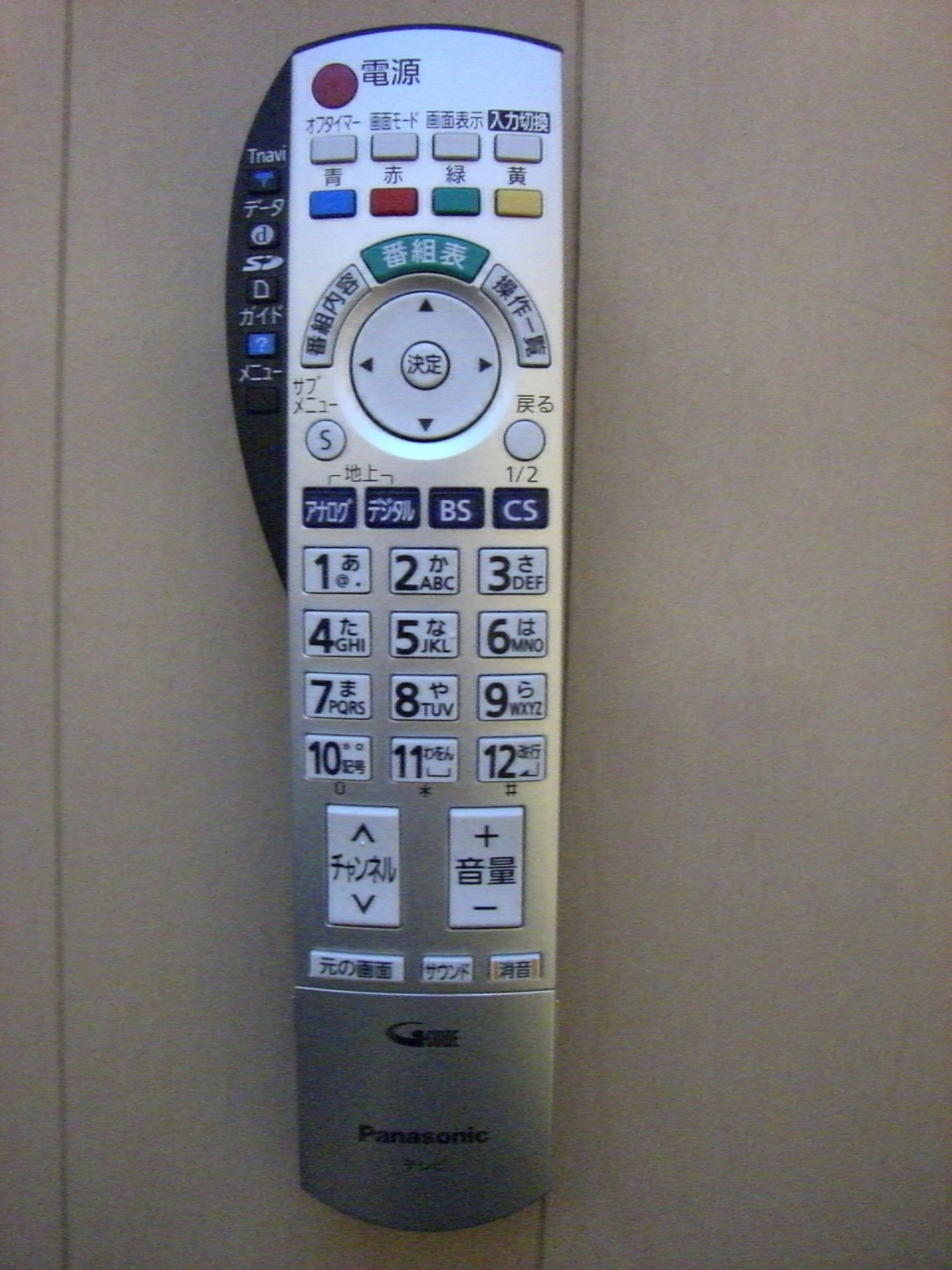
リモコン

リモートコントロールのための装置やしくみである。リモコンの仕様は多様でメーカーごとに異なっている。ひとつのメーカーでも年代により仕様が異なっていることがある。
単体で家電量販店やネット通販などで販売されているサードパーティ製のリモコンは、メーカー設定を切り替えることにより多数のメーカーのテレビが操作可能であり、HDDレコーダーやDVD・BDプレーヤー類の基本的な機能まで操作可能なものも多い。録画機器のリモコンは、設定切替により同一または他社製メーカーのテレビの操作もできるものがある。
なおリモコンを紛失したりリモコンのバッテリーが切れたりしたときでも最低限の操作はできるように、電源・チャンネル・音量といった基本的なボタン類はテレビ本体側にもあることが多い。
テレビのリモコンの歴史
1960年代までは電源のオン／オフ、チャンネル切り換え／選択や音量調節のためのダイヤルまたはスイッチを本体側のみに備えるものが多かったが、1970年代に赤外線方式の無線リモコンによる遠隔操作が可能な製品が登場し、1980年代に普及し始め、1990年代以降はリモコンでも操作できるタイプが当たり前となっている。

## チャンネル設定の方法
デジタル放送主体の現代では初期設定の段階で居住地域の郵便番号を入力することにより、チャンネルを含めた全ての地域情報がまとめて設定できるようになっている。
チャンネル設定の歴史
昔のテレビはチャンネルつまみを回す（初期〜1980年代まで。UHFチャンネルについてはVHFつまみを「U」に合わせた後、もう一つのUHFつまみを回した）、あるいは放送チャンネルを設定してある本体のボタンを押して（1990年代まで。初期状態はVHFチャンネルが設定されていたため、UHFチャンネルについては1局ずつ手動で設定する必要がある）目的の放送局を1局ずつ手動で探す方法が主流だった。
のちにデジタルプリセット方式（受信チャンネル項の数字書き換えと同時に画面が変わる）が普及し、電波の弱い地域でも目的の放送が簡単に探し出せるようになった。やがて居住地域の電話番号の市外局番や地域番号（メーカー・によって異なる）を入力して全局自動設定する方法も普及し、引っ越し先での再設定が簡素化された（ただし市外局番や地域番号が登録されている地域は各県の県庁所在地の基幹送信所（親局などの大型送信所）の受信地域主体のため、未登録地域では1局ずつ手動で設定する必要がある）。
なお、放送なしのポジションを省き、（順送り選局時に）放送ありのポジションのみを選択できる「チャンネルスキップ」機能はアナログプリセット時代から備わっている（表示書き換え時「0」表示にするとスキップ）。さらに最近ではこれに加え、外部入力の表示を「ビデオ」のみならず接続した機器（DVDなど）に適合する表示に書き換えられる機能が加わったり、「入力切替」ボタンを押した時に接続機器のない外部入力ポジションを省き、接続機器ありのポジションのみを選択できる「入力スキップ」機能が備わったりしている。

## 設置方法
設置方法としては、テレビ台などの上に置く方法、背面のVESA金具を利用して壁面に設置したりモニタアームで可動的に支持する方法、壁面の高い位置（天井に近い位置）に"テレビ棚"を作り設置する方法（飲食店などで採用される方法）などがある。

## 関連法規
日本では「テレビジョン受信機」として家庭用品品質表示法の適用対象となっており電気機械器具品質表示規程に定めがある

## テレビ受信機のメーカー

### 世界的なメーカーの動向
- 2023年の世界のテレビ出荷台数は、シェアの大きい順にサムスン電子(16％)、ハイセンス(11％)、TCL(同)、LGエレクトロニクス(10％)、シャオミ(5％)、残りがその他メーカー(46％)となっている[20]。
- 高価格帯テレビに限定すると、サムスン、LG、TCL、ハイセンスに加えソニーの市場シェアが高い[20]。

### 日本のメーカー
日本のメーカーの国内生産やテレビ事業部門は2000年代に大きく変化した。2012年に東芝が国内生産を、日立は自社生産をそれぞれ終了し、2014年にパナソニックはプラズマテレビの販売を終了し、ソニーはテレビ事業を分社化し、2016年にパナソニックはテレビ用液晶パネル生産を終了し、2018年に東芝はテレビ事業をハイセンスに売却し、日立は国内生産を終了した。また、2024年3月に、三菱電機は液晶テレビの販売を終了させた。船井電機は2024年の倒産により生産終了。
なお現在、テレビ受信機を製造し、販売する純国内メーカーは次の通り。
- ソニー「VIERA」
- パナソニック「BRAVIA」
- ドウシシャ「ORION」- オリオン電機から譲渡。
- ユニテク「Visole」- 2009年よりVisoleブランドのテレビを販売開始。

また、マクスゼン「MAXZEN」はジェネリック家電を販売している企業のため、開発・製造は海外の会社に委託している。さらに、カンデラはアーム式テレビの製造を行っている。また海外資本の会社として以下が挙げられる。
- シャープ「AQUOS」- 現在シャープは台湾鴻海精密の子会社となっている。
- TVS REGZA「REGZA」-中国ハイセンス傘下。以前までは東芝の製品ブランドだった。